# Power usage effectiveness
El PUE (Power Usage Effectiveness) es una variable definida por The Green Grid como instrumento para medir la eficiencia de los centros de datos. En ella se compara el total de energía consumida por un centro de datos con la cantidad de energía que realmente llega al equipamiento de TI, lo que permite conocer la cantidad perdida en otros equipos, como los sistemas de refrigeración.

El OCE (Overall Consumption Effectiveness) es un razón porcentual que sirve para medir la eficiencia de los consumos, incluidos los energéticos.
{\displaystyle \mathrm {OCE} ={{\mbox{1}} \over {\mbox{PUE}}}}